# El patio de mi cárcel
El patio de mi cárcel és una pel·lícula espanyola de 2008 dirigida per Belén Macías. Va participar en la secció oficial del Festival Internacional de Cinema de Sant Sebastià de l'any 2008. Es tracta d'una història de presons on els protagonistes són dones.

## Argument
És una història de cinc recluses dones. Dones preses, excloses.
És la història de Isa (Verónica Echegui), una atracadora, àcida i generosa, incapaç d'adaptar-se a la vida fora de la presó. I del seu grup d'amigues: Dolores (Ana Wagener), una gitana rossa que ha matat al marit; Rosa (Violeta Pérez), una fràgil i tendra prostituta; All (Natalia Mateo), una noia enamorada de Pilar (Ledicia Sola) que viurà el seu amor fins al límit del suportable; Luisa (Tatiana Astengo), una càndida colombiana sorpresa per un entorn que no comprèn…
L'arribada de Mar (Candela Peña), una funcionària de presons que no s'adapta a les normes de la institució, suposarà per a aquestes dones l'inici d'un vol cap a la llibertat. Amb l'ajuda d'Adela, la directora de la presó, crearan Mòdul 4, el grup de teatre que les omplirà de força per a encarar el "mal bajío" amb el que van arribar al món.

## Repartiment
- Candela Peña: Mar
- Verónica Echegui: Isa
- Ana Wagener: Dolores
- Violeta Pérez: Rosa
- Patricia Reyes Spíndola: Aurora
- Blanca Portillo: Adela
- Natalia Mateo: Ajo
- Maria Pau Pigem: Maika
- Tatiana Astengo: Luisa
- Ledicia Sola: Pilar
- Pepa Aniorte: Francisca
- Ángel Baena: Ramón
- Verónica Barberis: Presa
- Blanca Apilánez
- Raúl Arévalo

## Premis i nominacions
| Any  | Esdeveniment                        | Categoria                    | Nominat                                       | Resultat   |
| ---- | ----------------------------------- | ---------------------------- | --------------------------------------------- | ---------- |
| 2009 | XXIII Premis Goya                   | Millor actriu                | Verónica Echegui                              | Nominada   |
| 2009 | XXIII Premis Goya                   | Millor actriu revelació      | Ana Wagener                                   | Nominada   |
| 2009 | XXIII Premis Goya                   | Directora novell             | Belén Macías                                  | Nominada   |
| 2009 | XXIII Premis Goya                   | Millor cançó original        | Juan Pablo Compaired ("Podemos Volar juntos") | Nominada   |
| 2009 | XVIII Premis de la Unión de Actores | Millor actriu secundària     | Ana Wagener                                   | Guanyadora |
| 2009 | XVIII Premis de la Unión de Actores | Millor actriu de repartiment | Natalia Mateo                                 | Nominada   |
| 2009 | XVIII Premis de la Unión de Actores | Millor actriu revelació      | Violeta Pérez                                 | Guanyadora |
| 2009 | Medalles del CEC de 2008            | Millor actriu                | Verónica Echegui                              | Nominada   |